# カレンダー・ガール (ニール・セダカの曲)
「カレンダー・ガール」（英: Calendar Girl）は、ニール・セダカが1960年12月に発表した楽曲。翌年2月に全米4位を記録した。セダカが作曲を手掛け、ハワード・グリーンフィールドが作詞を行った。日本でも複数の歌手によるカバーバージョンが発売され、大ヒットした。

## 解説
ガールフレンドに向けてのメッセージを各月の行事を交えて表現した楽曲で、音楽出版社によれば「毎日毎日、君を愛していると歌われるハッピーなラブ・ソング」と評されている。以下のように、各月の風習などが同音異義語を交えて歌詞に織り込まれている。
1月 - 「start the year」
2月 - バレンタイン
3月 - 「march」（行進）
4月 - イースター
5月 - 「maybe」（もしも）
6月 - ジュニア・プロム（プロムとは学年度末に催される高校生のダンスパーティー。卒業の前の年はジュニア・プロムと呼ばれる）
7月 - ファイヤークラッカー（爆竹。アメリカ合衆国の独立記念日を祝うアイテム）
8月 - ビーチ
9月 - スウィート・シックスティーン（新学年などの節目に行う16歳の女性の成人祝い）
10月 - ハロウィン
11月 - サンクスギビング（歌詞はI'll give thanks）
12月 - クリスマス

## 主なカバー・バージョン
- 坂本九[3]、ダニー飯田とパラダイス・キング[3] -  1961年 日本語版（星加ルミ子訳詞） シングル『カレンダー・ガール/悲しきあしおと』（B面曲の歌唱は佐野修、ダニー飯田とパラダイス・キング）
- スリー・グレイセス - 1961年 日本語版（みナみカズみ訳詞） シングル『カレンダー・ガール/ズビ・ズビ・ズー』。
- ミッキー・カーチス - 1961年  日本語版（漣健児訳詞） シングル『カレンダー・ガール/素敵なひととき』（B面曲の歌唱は島田マリ）
- ペトゥラ・クラーク[3] - 1961年 フランス語版 仏題『Tout au long du Calendrier』
- Sven-Ingvars Kvartett - 1961年
- シルヴィ・ヴァルタン - シングルとしてリリース[3]。1962年
- ヤング101 - 1973年 日本語版（星加ルミ子訳詞）『ステージ101』のアルバム『ロッカ・バラード・スペシャル』収録
- 黒沢浩 - 1977年 日本語版（杉山政美訳詞）アルバム『JACK & BETTY』収録
- マイク・ラヴ - 1981年 アルバム『Looking Back with Love』収録
- ゴールデン・ハーフ - 2005年のアルバム『アダム&イヴ〜ポール・アンカ、ニール・セダカを唄う』に収録された[3]。
- Aimer - 2012年 アルバム『Bitter & Sweet』収録